# Akbar Khazaei
Akbar Khazaei (en persa: اکبر خزایی‎; nacido en el 11 de agosto de 1980 en Teherán, Irán) es el primer y único juez de culturismo profesional internacional iraní. En primer lugar. fue un juez aficionado internacional de la Federación Internacional de Fisicoculturismo y acondicionamiento físico (IFBB), pero más tarde, fue nombrado primer juez profesional de las competiciones de culturismo de IFBB PRO con una nacionalidad iraní.

## Primeros años y carrera aficionada
Akbar Khazaei se interesó en Taekwondo en 1989 a la edad de 9 años, y comenzó a luchar en 1993 cuando tenía 13 años. En 1994, cuando tenía solo 14 años, eligió el culturismo y después de eso se centró exclusivamente en este campo. En 2001, Khazaei participó en las competiciones provinciales de culturismo por primera vez y ganó la medalla de oro en la competencia de culturismo de Teherán. Posteriormente, ganó varios primeros títulos en competiciones de culturismo en la provincia de Teherán. Posteriormente, ganó varios primeros títulos en competiciones de culturismo en la provincial de Teherán, sin embargo, debido a una lesión en el muslo de la pierna, tuvo que retirarse de las competiciones de culturismo y comenzó a trabajar como entrenador.
Akbar Khazaei se casó en el año 2002, el resultado de su matrimonio con su esposa (Akram Azizi) son dos hijos, una hija y un hijo llamados Ghazaleh y Parsa.

## Nombramiento como juez Oficial de IFBB
En 2006, obtuvo un certificado de juicio de culturismo de la Federación de Fisicoculturismo iraní y en 2007, al participar en las clases de jueces de IFBB en Tailandia, recibió el permiso de la sentencia de IFBB y el libro de culturismo asiático y la federación deportiva del físico (ABBF) de esta confederación. De esta manera, a la edad de 27 años, logró alcanzar la posición de juez internacional asiático como el más joven. Posteriormente, Khazaei fue nombrado  comoprimer entrenador del equipo nacional de acondicionamiento físico iraní en 2013. En 2015, fue nombrado juez internacional de la Federación Internacional de Fisicoculturismo y Fitness (IFBB).Desde entonces, la fama de este juez de culturismo comenzó con su actividad en la profesión de juicio internacional de culturismo.

## Juzgando IFBB PRO
En 2022, Akbar Khazaei deja la profesión de juez amateur por introducir IFBB PRO y ha sido trabajando como el único juez profesional internacional iraní, mientras aguantando una tarjeta de juez profesional del IFBB.
La razón para la importancia de IFBB PRO posición de juicio profesional es que pocas personas en el mundo han sido nombradas como juez de culturismo profesional, y Akbar Khazaei es el primer y único iraní uno quién es un juez profesional  en competiciones de culturismo internacional, concretamente, IFBB PRO. La razón para la importancia de IFBB PRO posición de juicio profesional es que pocas personas en el mundo han sido nombradas como juez de culturismo profesional, y Akbar Khazaei es el primer y único iraní uno quién es un juez profesional  en competiciones de culturismo internacional, concretamente, IFBB PRO
Akbar Khazaei ha juzgado las competiciones de culturismo, incluido el Mr. Olympia en Túnez, Irak y Pakistán, así como en Ashour Classic en Libia. Después de varios casos de juicio, llamó la atención de los funcionarios de (NPC) competiciones de culturismo, y desde entonces ha estado entre los jueces profesionales del mundo. Actualmente vive en Irán como juez profesional de culturismo de IFBB Pro y es enviado a diferentes países para juzgar competencias profesionales de culturismo y competencias profesionales del de Mr. Olympia. Además, es el entrenador en jefe de un gimnasio de fitness y culturismo en Teherán.

## Visa para juzgar al Mr. Olympia 2022 en Las Vegas
En 2022, Khazaei fue invitado a juzgar la competencia de culturismo del Comité Nacional de Física Americana (NPC), así como el Mr. Olympia de 2022 Las Vegas, pero la Embajada Americana en Omán rechazó su aplicación de visa, por lo que no fue enviado a juzgar estas competiciones profesionales.

## La competencia de culturismo de Marruecos
Akbar Khazaei fue invitado a juzgar en la competencia NPC 2023 de Marruecos, los campeones de esta competencia pueden participar en las competencias requeridas para ingresar a la competencia Master Olympia de EE. UU Obteniendo esta tarjeta profesional.

## Récords de evaluación de culturismo nacionales e internacionales
- Juez y juez principal de competencias provinciales y nacionales en Irán/ De 2006 a marzo de 2022
- Juicio internacional de todas las competiciones de la IFBB Diamond Cup/ De 2005 a 2009
- juez internacional y profesional de las competiciones IFBB PRO Mr. Olympia en Túnez / Segundo y tercer trimestre de 2022[10][14]
- juez internacional y profesional de las competiciones IFBB PRO Ashour Classic en Libia / Segundo y tercer trimestre de 2022[17][18]
- juez internacional y profesional del juzgado profesional internacional IFBB PRO Muscle Show en Irak, Sulaymaniyah 2022[30][31]
- juez internacional y profesional de las competencias IFBB PRO Mr. Olympia en Pakistán, Islamabad / Segundo y tercer trimestre de 2022[32][33]
- juez internacional y profesional de las competiciones IFBB PRO Ashour Classic en Libia/diciembre de 2022[34][35]
- juez internacional y profesional de las competencias Mr. Olympia de la IFBB PRO en Túnez/diciembre de 2022[34][35]
- juez internacional y profesional del juzgado profesional internacional IFBB PRO Muscle Show en Irak, Sulaymaniyah[36][37]

## Honores y calificaciones
Los honores y calificaciones de Akbar Khazaei, el juez profesional internacional, incluyen lo siguiente:
- El mejor entrenador iraní en 2011
- El exentrenador del equipo nacional de fitness     de Irán en 2013.
- Graduado de la Universidad Islámica Azad, Rama     Yadgar-e-Imam, en la especialidad de Educación Física y Ciencias del     Deporte
- Juez internacional de culturismo del Comité     Olímpico Nacional de Irán
- Juez de primer grado de la Confederación     Asiática de Fisicoculturismo
- Entrenador de culturismo de primer grado del     Ministerio de Deportes y Juventud de Irán y la Federación de     Fisicoculturismo de Irán
- Entrenador internacional de culturismo del     Ministerio de Deportes y Juventud de Irán y de la Federación de     Fisicoculturismo de Irán
- Instructor de culturismo y     fitness en FIMA University of England
- Técnico de talento deportivo de la Asociación     Australiana ISAC
- El primer y único juez profesional de     culturismo profesional IFBB en Irán[15][16]
- Posesión de autos de juicio profesional     internacional IFBB PRO[8][9]
- Entrenador de culturismo profesional NPC[30][31]
- Docencia del Máster Universitario en Coaching de Fisicoculturismo[40]

## enlaces externos
- Datos: Q116643955